# Castillo de La Brède
El castillo de La Brède  (en francés: Château de La Brède) es un castillo del siglo XIV, con un parque-jardín botánico a su alrededor, de propiedad privada administrado por la « Fondation Jacqueline de Chabannes », situado en La Brède, Francia. 
El castillo está clasificado con el título de monumento histórico de Francia  por el Ministerio de la Cultura y la Comunicación francés desde el 7 de mayo de 2008.

## Historia
El castillo de La Brède es un castillo feudal en la comuna de La Brède en el departamento de Gironda, Francia.
El castillo fue construido en estilo gótico a partir de 1306, en el sitio de un castillo anterior. Está rodeado de fosos llenos de agua y un jardín inglés, en el centro de un viñedo «Graves de Burdeos». A pesar de las modificaciones en los siglos, ha mantenido su carácter de fortaleza.
El filósofo Charles Louis de Secondat, señor de La Brède y barón de Montesquieu, nació, vivió y escribió la mayoría de sus obras aquí. Los visitantes pueden ver su biblioteca (aunque los libros se han transferido a la biblioteca en Burdeos) y su habitación, ambos se conservan tal como eran en el siglo XVIII.
A su muerte en 2004, la condesa de Chabannes, descendiente de Montesquieu y última propietaria del castillo, legó sus pertenencias, incluido el castillo, a la fundación que lleva su nombre.
El castillo está abierto al público desde Semana Santa hasta el 11 de noviembre. El mismo está clasificado por el Ministerio francés de Cultura como monumento histórico.

## Colecciones botánicas
El castillo, rodeado por un parque, fue construido en el corazón de una zona boscosa de aproximadamente 150 hectáreas. 
El parque del castillo de La Brède se inspira en los parques a la inglesa del siglo XVIII.
Los paseos por el bosque y sotobosque son muy agradable y permiten descubrir la gran variedad de flora: roble americano, carpinos, acacias, castaños... y la vida silvestre, ya que no es raro encontrar algunos ciervos, faisanes y otros animales. 
Una amplia calzada cruza a través del parque, con grandes jardines y árboles ornamentales tales como: boj, viburnum, forcicia, altea, etc. junto al castillo y se extiende una avenida de plátanos que conduce a la casa de campo donde se puede ver un pequeño huerto. 
El acceso al castillo por tres puentes de madera que permiten cruzar el foso animado por abundantes carpas.
La primera puerta de entrada conduce a un jardín con árboles, arbustos y magnolias, Lagerstroemia indica, rosas o narcisos. 
El último puente que conduce al patio del castillo con rosas de color rosa. 
Descubrimos la fachada oriental del castillo, decorado con rosales trepadores blancos. 
En el interior del castillo, la primera planta ofrece múltiples vistas que permiten disfrutar de este espacio natural y las diferentes perspectivas del paisaje.